# Setberg (kulle)
Setberg är en kulle i republiken Island. Den ligger i regionen Suðurland, 110 km öster om huvudstaden Reykjavík. Toppen på Setberg är 449 meter över havet.
Trakten runt Setberg är nära nog obefolkad, med mindre än två invånare per kvadratkilometer. Närmaste större samhälle är Hvolsvöllur, omkring 20 kilometer väster om Setberg. Trakten runt Setberg är ofruktbar med lite eller ingen växtlighet.